# ロバート・ラスティグ
ロバート・H・ラスティグ（Robert H. Lustig, 1957年 - ）は、アメリカ合衆国の神経内分泌学者、カリフォルニア大学サンフランシスコ校内分泌学部小児科教授。同大学による「『青少年の健康と体重管理』プログラム』」(Weight Assessment for Teen and Child Health, WATCH Program)の監修者。非営利団体、『責任ある栄養研究所』（『Institute for Responsible Nutrition』）の共同設立者兼理事。専門は内分泌学と小児肥満。
「砂糖および果糖は、ヒトの健康を脅かす」という主張で知られている。2009年3月26日に行った講演『"Sugar: The Bitter Truth"』（『砂糖：受け入れがたい真実』）で注目される。この講演で、ラスティグは「砂糖は毒物である」と断じたうえで、「砂糖の含有量が多い商品には課税すべきである」と主張している（著書『Fat Chance』でも同様の趣旨を述べている）。この動画はカリフォルニア大学が製作・公開している。

## 略歴
ニューヨーク州ブルックリンに生まれ育つ。マンハッタンにあるスタイヴェサント高校(Stuyvesant High School)に通う。
1976年、マサチューセッツ工科大学を卒業。1980年、コーネル大学医学部にて医学博士の学位を取得する。1983年、セント・ルイス小児病院にて小児科医の研修を修了し、ロックフェラー大学にて神経内分泌学の博士研究員及び研究助手として6年間働く。カリフォルニア大学サンフランシスコ校に戻る前は、メンフィスにあるテネシー大学で教員として働き、セント・ジュード小児研究病院でも働いていた 。
2013年、カリフォルニア大学ヘイスティングス・ロー・スクールにて、法学の修士号を取得した。

## 研究
ラスティグは、査読付きの論文を105本、批評を65本執筆している。小児分泌学会による肥満緊急対策委員会の委員の1人であり、「肥満との戦争」に向けて結成された国際内分泌学同盟の運営委員会にも所属している。
ラスティグは、砂糖・果糖、蜂蜜、果物、一部の野菜、これらの過剰摂取とメタボリック症候群との関連について調べている。メタボリック症候群は、肥満、高血圧症、非アルコール性脂肪肝、心血管疾患、2型糖尿病の発症と密接に関わっている。果糖の体内での代謝と体重増加についてのラスティグの主張には、臨床研究における既存の文献研究家や、糖代謝・代謝性疾患の専門家が異議を唱えている。
ラスティグは、野菜や果物に含まれる糖分は、それに付随している食物繊維を一緒に摂取することで危険度は薄れるが、手軽に食べられる甘い食べ物やジュースに大量に含まれる砂糖、果糖、高果糖コーンシロップを摂取することで肝臓は深刻なダメージを受ける、と主張している。ラスティグは、「『砂糖は単に栄養価が無いだけの物体』ではない」と主張し、「1カロリーは1カロリーである」という「カロリー理論」を否定している 。
ラスティグは、2009年にアメリカ心臓協会が発行した砂糖の摂取に関する指針の共同執筆者の1人であり、砂糖の摂取量について、男性は1日150kcal以内、女性は1日100kcal以内にすべきだと推奨している。同年、カリフォルニア大学テレビジョン（ en:University of California Television ）が、ラスティグによる講演を収録した動画『"Sugar: The Bitter Truth"』を製作・公開した。2017年2月の時点で、この動画の再生回数は700万回を記録した。フィナンシャル・タイムズはこれについて、「砂糖がタバコに変わった瞬間」と呼んだ。
2015年3月、世界保健機関は、糖分の1日の摂取量について、「摂取エネルギーの10%以下、できれば5%以下（ティースプーン約6杯分、25g以下）に抑えるべき」との勧告を発表した:4。

## 砂糖に関する主な主張
- 「砂糖は、脂肪肝を作る。脂肪肝は、インスリン抵抗性の原因になる。一旦インスリン抵抗性が生じると、肝臓や骨格筋がインスリンにあまり反応しなくなる（インスリンが効きにくくなる）。膵臓はインスリンの分泌量を増やすが、そのうち、どれだけ増やしても追いつかなくなり、いずれ糖尿病を患う。血中のインスリン濃度が高い状態は非常に危険であり、心臓病や高脂血症の原因となる」[19]
- 「果糖は、アルコールと同じように、量に依存する肝毒性を示す。果糖は視床下部でレプチンの耐性を生じさせて、食事量のコントロールを不可能にさせ、肥満を引き起こす。果糖は、脳の報酬系回路を活性化させ、他の依存性薬物と同じように、持続的な渇望をもたらす」[20]
- 「食品産業は、健康に良い食品を提供しているわけではない。消費者に依存させて、金儲けをしているだけである」[21]
- 「砂糖の消費を減らすために、課税、販売制限、年齢制限が必要である。砂糖（蔗糖やコーンシロップ）を加えた食物への課税を提案する。1本1ドルのソーダ缶を、1本2ドル程度にすべきである。また販売の制限を提案する。小売店が開いている時間を減らすとか、小売業者の密度や場所を制限するとか、購入できる人を制限すること。ある年齢（例えば17歳）までは、砂糖の入った飲料を購入できないようにする規制を提案する」[22][23]

## 著書
- Obesity Before Birth: Maternal and Prenatal Influences on the Offspring. Boston: Springer Science　2010　ISBN 978-1441970336
- Fat Chance: Beating the Odds against Sugar, Processed Food, Obesity, and Disease. New York: Hudson Street Press　2013　ISBN 978-1594631009（邦題：『果糖中毒 19億人が太り過ぎの世界はどのように生まれたのか?』 ISBN 978-4478069745）
- Sugar Has 56 Names: A Shopper's Guide, Avery　2013
- with Heather Millar, The Fat Chance Cookbook, Thorndike Press　2014
- "The Hacking of the American Mind", Avery　2017

## 参考
1. 1 2 3  "Robert Lustig, MD, MSL" Archived 2012-01-12 at the Wayback Machine., ConnectWell.
2. ↑  Robert Lustig, MD, Benioff Children's Hospital.
3. 1 2  "Robert Lustig, M.D., Professor, pediatric endocrinology, UCSF", University of California, Hastings College of the Law.
4. 1 2 3  "Robert Lustig, MD", University of California, San Francisco.
5. ↑  "Our team", Institute for Responsible Nutrition.
6. 1 2  Robert Lustig, "Sugar: The Bitter Truth", University of California Television, 26 May 2009; uploaded to YouTube 20 July 2009.
7. ↑  Kate Vidinsky, "UCSF Lecture on Sugar & Obesity Goes Viral as Experts Confront Health Crisis", University of California, San Francisco, 11 March 2010.
8. 1 2 3  Gary Taubes, "Is Sugar Toxic?", The New York Times, 13 April 2011.
9. 1 2 3  Ian Leslie, "The sugar conspiracy", The Guardian, 7 April 2016.
10. ↑  "Robert Lustig", The Conversation.
11. 1 2  Robert H. Lustig, Laura A. Schmidt, Claire D. Brindis, "Public health: The toxic truth about sugar" Archived 2016-03-10 at the Wayback Machine., Nature, 482, 2 February 2012, 27–29. doi:10.1038/482027a PMID 22297952
12. ↑  Khan, T. A; Sievenpiper, J. L (2016). “Controversies about sugars: Results from systematic reviews and meta-analyses on obesity, cardiometabolic disease and diabetes”. European Journal of Nutrition 55 (Suppl 2):  25–43. doi:10.1007/s00394-016-1345-3. PMC 5174149. PMID 27900447.
13. ↑  Rippe, J. M; Angelopoulos, T. J (2016). “Relationship between Added Sugars Consumption and Chronic Disease Risk Factors: Current Understanding”. Nutrients 8 (11):  697. doi:10.3390/nu8110697. PMC 5133084.
14. ↑  Robert Lustig, "Fructose: It's 'Alcohol Without the Buzz', Advances in Nutrition, 4(2), March 2013, 226–235. doi:10.3945/an.112.002998 PMID 23493539
15. ↑  Rachel K. Johnson, et al., "AHA Scientific Statement: Dietary Sugars Intake and Cardiovascular Health", American Heart Association, 15 September 2009. doi:10.1161/CIRCULATIONAHA.109.192627 PMID 19704096
16. ↑  Izabella Kaminska, "Robert Lustig: godfather of the sugar tax", The Financial Times, 18 March 2016.
17. ↑  Guideline: Sugars intake for adults and children, Geneva: World Health Organization, March 2015.
18. ↑  "WHO calls on countries to reduce sugars intake among adults and children", World Health Organization, press release, 4 March 2015.
19. ↑  Fructose: It's "Alcohol Without the Buzz" Adv. Nutr. 4: 226-235, 2013
20. ↑  The Fructose Epidemic
21. ↑  Sugar:The Bitter truth
22. ↑  The toxic truth about sugar Nature 2012年2月2日、Vol 482, p27
23. ↑  What You Need to Know About Sugar Time紙、2012年12月27日